# 야카미촌 (돗토리현)
야카미촌(八上村)은 돗토리현에 있던 지자체이다. 당시엔 히케타촌이였다. 1896년 3월 31일까지 야카미군에 속해있었다.

## 역사
- 1889년 10월 1일 - 정촌제 시행에 의해 야카미군 히케다촌이 성립하였다.
- 1896년 4월 1일 - 군제 시행에 의해 야카미군, 핫토군, 지즈군이 합병해 야즈군이 성립하여, 야즈군 히케다촌이 되었다.
- 1911년 9월 1일 - 히케다촌이 야카미촌으로 개칭되었다.
- 1954년 3월 28일 - 가와하라정 (초대), 산키촌·구니에이촌·사이고촌과 합병해 새로운 가와하라정이 성립하여, 동일 야카미촌은 폐지되었다.